# Cristóbal Maldonado
Cristóbal Maldonado (Asunción, 12 ottobre 1950 – 20 ottobre 2019) è stato un calciatore e allenatore di calcio paraguaiano, di ruolo centrocampista.

## Carriera

### Giocatore

#### Club
Ha giocato nella massima serie del campionato paraguaiano con il Libertad e nella stagione 1973-1974 era nelle file del Real Madrid, senza esordire nel campionato spagnolo.

#### Nazionale
Dal 1972 al 1977 ha giocato 12 partite con la nazionale paraguaiana, prendendo parte alla Copa América 1975.

### Allenatore
Nel 2001 e nel 2005 è stato il commissario tecnico della nazionale Under-20 paraguaiana.

## Palmarès

### Giocatore

#### Competizioni nazionali
- Coppa di Spagna: 1

Real Madrid: 1973-1974
- Campionato paraguaiano: 1

Libertad: 1976